# Félix Guyon

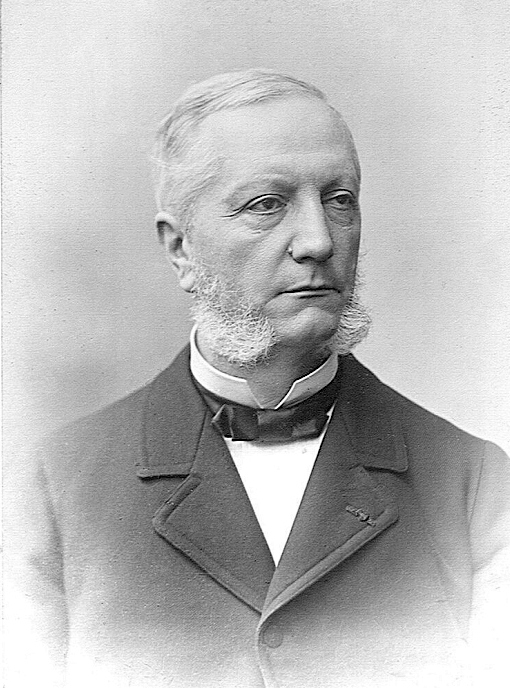
Félix Guyon.

Jean Casimir Félix Guyon, född den 21 juli 1831 på ön Bourbon, död den 2 augusti 1920 i Paris, var en fransk läkare.
Guyon blev professor i kirurgisk patologi 1877 och i urinvägarnas sjukdomar 1890 i Paris. Han var en av sin tids allra mest betydande auktoriteter på det område, som hans professur omfattade. Guyon utgav bland annat Leçons cliniques sur les maladies des voies urinaires (3 band, 1881; 4:e upplagan 1903), Leçons cliniques sur les affections clnrurgicales de la vessie et de la prostate (1888) och Atlas des maladies des voies urinaires (1881–1885).